# Eptesicus nasutus
Eptesicus nasutus és una espècie de ratpenat que viu a l'Afganistan, l'Iran, l'Iraq, Oman, el Pakistan, Aràbia Saudita i el Iemen.
Està amenaçada d'extinció per la pèrdua del seu hàbitat natural.